# 涅瓦河
涅瓦河（羅馬化：Neva）是俄羅斯西北部的一條河流，源出拉多加湖，自东向西流，流經聖彼德堡与涅瓦湾，注入芬蘭灣。

## 地理
涅瓦河長74公里，28公里位於聖彼德堡的範圍內，其餘在列寧格勒州境內。涅瓦河水量较丰富，全年入海水量82立方公里，以流量來計算，涅瓦河是歐洲第三大河流（居伏爾加河和多瑙河之後）。冰期长约5个月。
其走向由拉多加湖向西南流至其最南端－和其與托斯納河之交匯處相近，然後再轉向西北注入芬蘭灣。平均寬度400至600公尺，最大寬度1200公尺，最大深度24公尺。涅瓦河流域包括拉多加湖和奧湼加湖，分佈於俄羅斯西北部和芬蘭南部等廣闊的土地上，流域面积5000平方公里。

## 分支
涅瓦河在流经三角洲中最大的分流有大涅瓦河、小涅瓦河、大涅夫卡河、中涅夫卡河、小涅夫卡河
最重要的水道和小河流有：Morskoy Canal、Obvodny Canal、Griboedov Canal、Kryukov Canal、Fontanka、Moika River
著名的島嶼有：Dekabristov Island、Kamenny Island、Krestovsky Island、Petrogradsky Island、Vasilievsky Island、Yelagin Island

## 支流

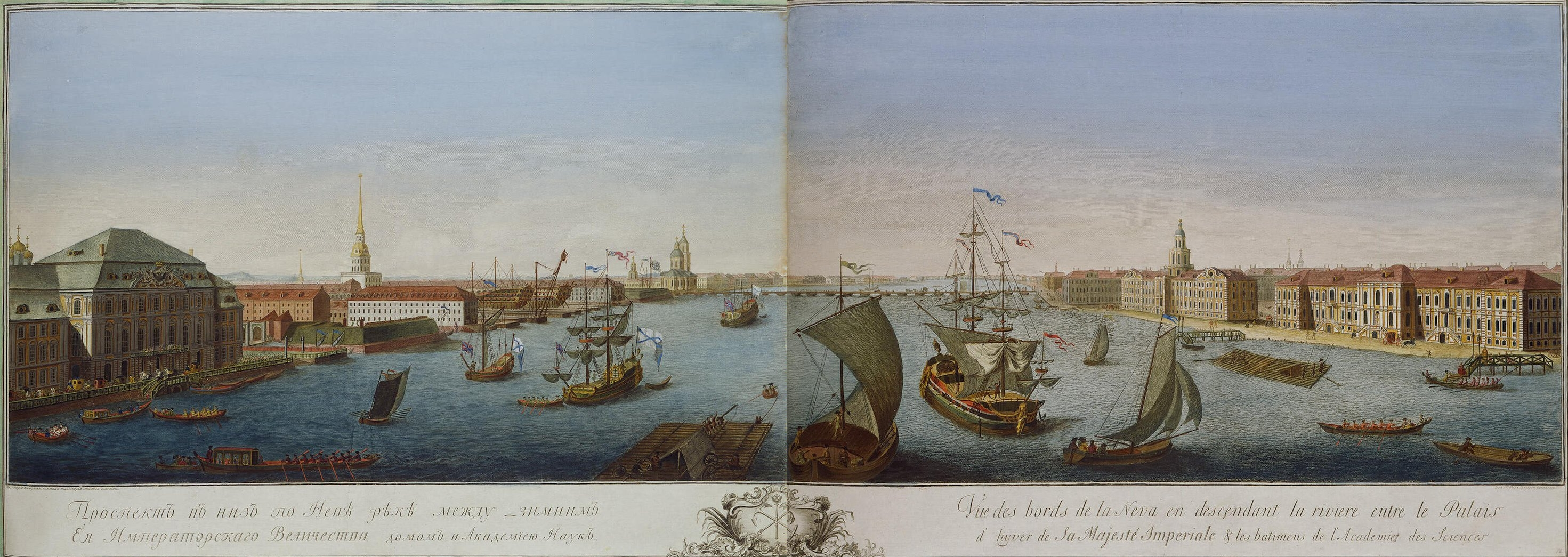
流經聖彼得堡的涅瓦河，1753年

涅瓦河有26條支流。

## 事件
- 1963年8月21日，苏联民用航空总局的一架图-124客机在由塔林飞往莫斯科途中发生故障，因燃油耗尽迫降在涅瓦河河面，机上52人全部获救。